# Serhij Jefremow

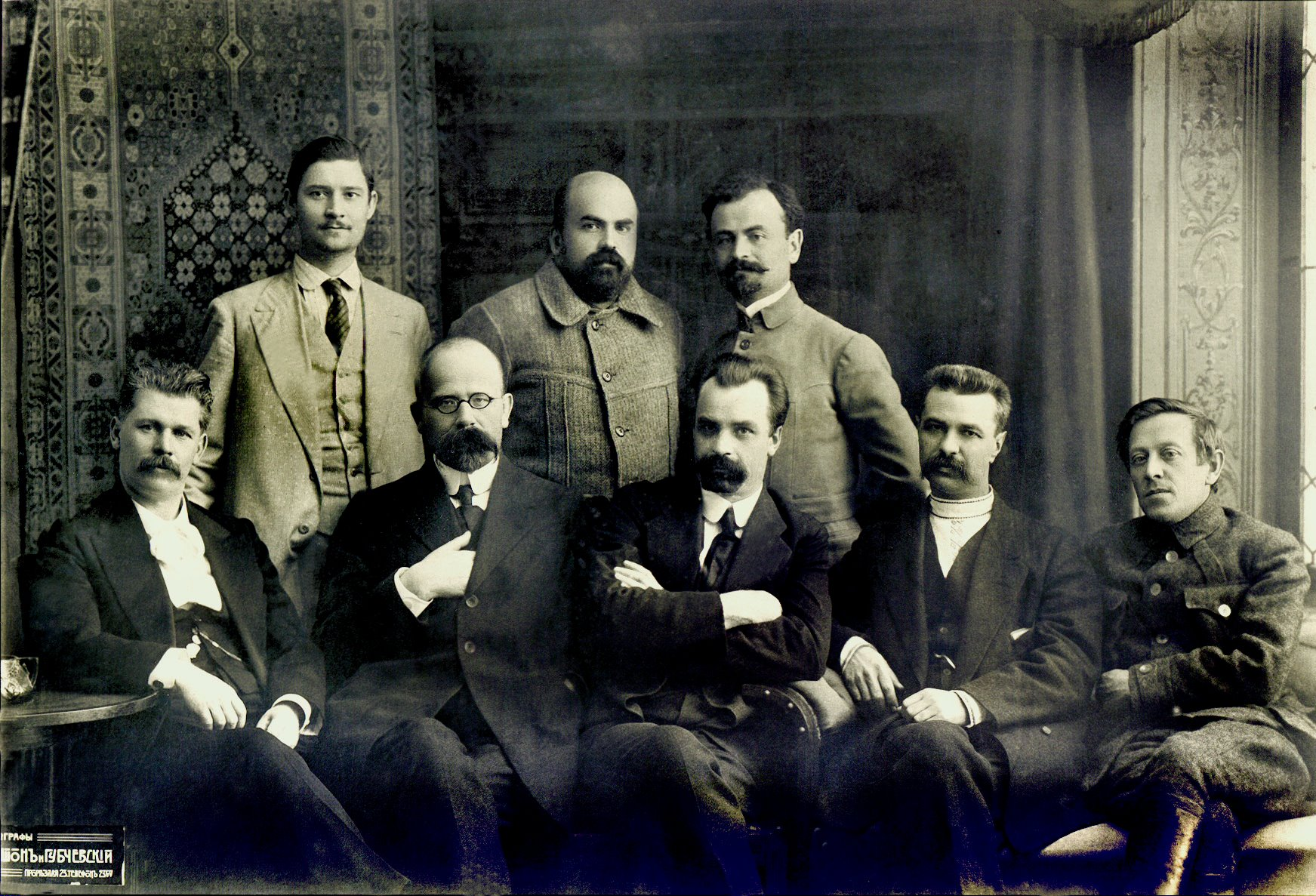
Sekretariat Ukraińskiej Centralnej Rady 1917. Stoją od lewej: Pawło Chrystiuk, Mykoła Stasiuk, Borys Martos. Siedzą: Iwan Steszenko, Chrystofor Baranowskyj, Wołodymyr Wynnyczenko, Serhij Jefremow, Symon Petlura

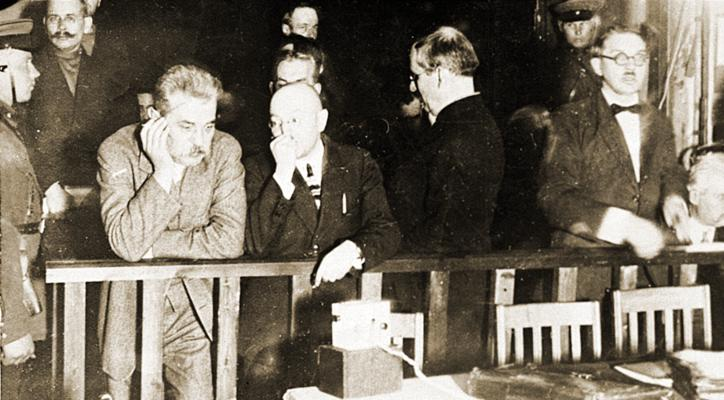
Serhij Jefremow (stoi z lewej) na ławie oskarżonych w czasie procesu pokazowego ZWU, Charków, marzec 1930

Serhij Ołeksandrowycz Jefremow, ukr. Сергій Олександрович Єфремов, właściwie Serhij Ochrimenko, ukr. Сергій Олександрович Охріменко (ur. 6 października?/18 października 1876 we wsi Palczyk (gubernia kijowska), zm. 31 marca 1939 w więzieniu w Jarosławlu) – ukraiński dziennikarz, historyk literatury i krytyk literacki, aktywista polityczny, urzędnik i członek akademii naukowych. Wiceprezes Wszechukraińskiej Akademii Nauk (WUAN) (1921-28), członek rzeczywisty Towarzystwa Naukowego im. Szewczenki we Lwowie.

## Życiorys
Urodził się w wiosce Palczyk pod Katerynopolem w guberni kijowskiej w Imperium Rosyjskiego. Pochodził z rodziny prawosławnego duchownego. W latach 1891–1896 studiował w Kijowskim Seminarium Teologicznym, po czym ukończył studia na wydziale prawa Uniwersytetu Kijowskiego.
Jego związek z polityką rozpoczął się w trakcie studiów. Zapisał się wówczas do Ogólnoukraińskiej Bezpartyjnej Organizacji Demokratycznej. W roku 1904 współtworzył Ukraińską Partię Radykalną, która w roku 1905 z jego inicjatywy zjednoczyła się z Ukraińską Partią Demokratyczną, przekształcając się w Ukraińską Partię Demokratyczno-Radykalną. W roku 1905 stanął na czele Ukraińskiego Związku Społecznego – Związku Chłopskiego. W roku 1908 współtworzył Towarzystwo Ukraińskich Postępowców. W tym okresie publikował swoje artykuły w licznych ukraińskich czasopismach, takich jak: Zorza, Prawda, Kijowska Przeszłość, Ukraina i innych. W latach 1895–1918 zajmował posadę prezesa wydawnictwa Vik.
Był wielokrotnie aresztowany przez władze rosyjskie za wygłaszanie publicznych przemówień w obronie narodowej kultury i swobód politycznych w okresie przed rewolucją lutową i obaleniem caratu. W marcu 1917 roku wszedł w skład Ukraińskiej Centralnej Rady. W kwietniu 1917 roku, podczas Ukraińskiego Kongresu Narodowego, wybrano go na przewodniczącego Rady oraz członka Małej Rady. 15 czerwca 1917 roku objął stanowisko sekretarza generalnego spraw międzynarodowych w nowo utworzonym rządzie ukraińskim – Generalnym Sekretariacie Centralnej Rady. W dniu 17 lipca 1917 roku na tym stanowisku zastąpił go Ołeksandr Szulhyn z tego samego ugrupowania. Począwszy od września 1917 roku przewodniczył Ukraińskiej Partii Socjalistów-Federalistów. W okresie od kwietnia 1918 roku aż do roku 1920 nie piastował żadnych funkcji urzędniczych.

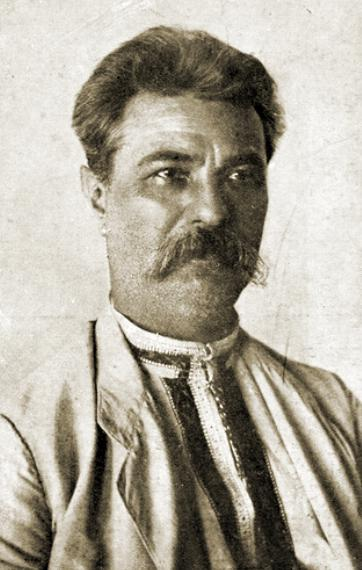
Serhij Jefremow w latach 20. XX w.

Po zajęciu Kijowa przez Armię Czerwoną musiał się ukrywać przed Czeka. W 1921 roku na prośbę Ukraińskiej Akademii Nauk uzyskał amnestię. Od roku 1922 do roku 1928 był wiceprezesem Wszechukraińskiej Akademii Nauk, praktycznie kierującym jej bieżącą działalnością. W 1928 zwolniony ze wszystkich funkcji w Akademii, 21 lipca 1929 aresztowany przez OGPU. W marcu-kwietniu 1930 w Charkowie był głównym oskarżonym podczas publicznego procesu pokazowego tzw. Związku Wyzwolenia Ukrainy (mistyfikacja OGPU). Skazany na dziesięć lat więzienia, które odbywał początkowo w izolatorze we Włodzimierzu nad Klaźmą, później w Jarosławlu, gdzie zmarł na trzy miesiące przed zakończeniem terminu odbywania kary.

## Prace
- C. Єфремов, Дорогою синтезу: огляд історіографії українського письменства
- С. Єфремов, Іван Нечуй-Левицький
- С. Єфремов, Історія українського письменства
- С. Єфремов, В тісних рямцях. Українська книга в 1798–1916 рр.
- С. Єфремов. Национальне питанє в Норвеґії
- С. Єфремов, Масонство на Україні, Ji 54/2009
- IEfremov, Serhi, 1876–1939 – prace Serhija Jefremowa w www.archive.org
- Fragmenty oryginalnego maszynopisu dziennika osobistego Serhija Jefremowa z lat 1923–1927. oa.elibukr.org. [zarchiwizowane z tego adresu (2018-04-26)].
- Сергiй Єфремов, Щоденники. 1923–1929, Київ 1997 ISBN 966-95199-0-X.